# 미용성형
미용성형(美容成形)은 성형외과의 한 분야이다. 미용 목적으로 얼굴이나 체형을 수술하는 것을 말하며 수술의 종류는 아래와 같다. 미적 성형수술은 외과적 기술을 이용해 매력을 높이기 위함이며 평범한 외모를 갖거나 외모를 복구하거나 혹은 어떤 미적 이상을 추구하기 위해 외모를 돋보이게 하는 것과 관련된다. 그리고 미용성형은 영어로 cosmetic surgery 라고 한다. 한국의 경우 1인당 성형외과 의사수, 성형건수가 가장 많은 국가로 알려져 있다.

## 참고 문헌
- 이윤호: 미용성형외과학 군자출판사 1998년[쪽 번호 필요]